# FirstClass
FirstClass és un programa per grups client-servidor, correu electrònic, conferències en línia, serveis de veu i fax i un sistema de taulers d'anuncis per a macOS, Windows, i Linux. Els mercats primaris de FirstClass són els sectors d'educació superior i K-12, incloent quatre dels deu districtes escolars més grans dels Estats Units (Las Vegas, Clark County School District de NV, Broward County Public Schools de Florida, Hillsborough County). Escoles públiques i Escoles públiques de Chicago).
El producte forma part del grup de cartera d'OpenText i s'executa a les plataformes macOS, Windows i Linux, tant per al client com per al servidor. També hi ha disponibles aplicacions de client per a iPhone i Android. Segons la companyia, el producte és utilitzat per més de 3.000 organitzacions i té 9 milions d'usuaris a tot el món.

## Història
FirstClass va ser originalment un producte de SoftArc, format per tres antics membres de Bell Northern Research, el braç de recerca de Nortel ubicat al centre de Toronto. L'equip, format per dos germans i un amic, Steve Asbury, Jon Asbury i Scott Welch, havien estat els principals desenvolupadors de l'èxit del sistema Meridian Mail, i es van autodenominar el Toronto Ideas Group. Després d'un enfrontament amb la direcció, els tres van marxar i van formar SoftArc com a consultoria.
FirstClass es va crear com a resposta a una sol·licitud d'un amic de la família que treballava al Consell d'Educació de Scarborough (ara part del Consell Escolar del Districte de Toronto). Els va demanar que trobessin un sistema de correu electrònic raonable basat en Macintosh que oferís suport LAN i mòdem, una interfície gràfica gràfica real i admetia tant el correu electrònic privat com les àrees de discussió públiques (fòrums). Volia un sistema que “fins i tot els professors poguessin utilitzar”. Els BBS oferien suport per mòdems i fòrums públics, però normalment no tenien suport LAN i estaven orientats a text. Existien diversos sistemes de correu electrònic LAN; els del Mac tenien una GUI raonable, però acostumaven a tenir un suport de mòdem pobre i oferien pocs fòrums .
L'equip només va trobar un producte, AppleLink, que complia els requisits. Tanmateix, s'executava en un mainframe per a Apple Computer i no es podia comprar, de manera que l'equip es va oferir com un sistema sota contracte per 85.000 dòlars. A Scarborough Board li va agradar molt el prototip d'Hypercard, però no es podia permetre pagar-ne el preu, així que es van oferir a comprar un sistema per 9.000 dòlars i després ajudar a vendre'l a altres llocs. La proposta va ser acceptada i el treball a EduNet va començar el 1989, debutant el 1990 a la conferència ECOO.
El primer sistema FirstClass implementat, operat pel Consell d'Educació de Scarborough i anomenat "ScriBE", va ser administrat pel departament d'Informàtica d'Educació. Oferia accés a professors, estudiants i pares. A la tardor de 1997, ScriBE es va connectar amb èxit a Internet.

## FCP, el protocol de FirstClass
La clau per al funcionament de FirstClass va ser el FCP (FirstClass Protocol) subjacent. FCP era un protocol de xarxa de capa de transport que utilitzaven totes les comunicacions de FirstClass. El protocol garanteix comunicacions sense errors per a totes les activitats, no només les transferències de fitxers. L'FCP podria executar-se en diverses capes físiques diferents, començant amb mòdems i AppleTalk, i després afegint l'IPX i TCP/IP de Novell. Tant el client com el servidor podrien comunicar-se a través de qualsevol d'aquests enllaços, permetent a un usuari moure's de l'oficina a casa i tenir accés al mateix servidor.
FCP es basava en un protocol de finestra lliscant, utilitzant una gran varietat de mides de paquets ajustats a diferents protocols de xarxa. Les versions posteriors de FCP podrien desactivar els seus propis sistemes de correcció d'errors quan s'executen sobre enllaços sense errors com TCP/IP. FCP també va implementar un sistema de xifratge opcional basat en el xifratge Blowfish. Amb totes aquestes funcions desactivades, FCP encara oferia un bon rendiment fins i tot als mòdems de 2400 bit/s comuns a l'època.
A més a més, cada paquet FCP incloïa un identificador de "número de tasca", similar a l'identificador de port a TCP/IP. Això va permetre a FCP construir una sèrie d'"enllaços virtuals" entre cada client i servidor. El servidor va implementar un nucli multifils i obria un nou fil per a cada tasca sol·licitada per un client. Per tant, els usuaris podien carregar i descarregar fitxers al mateix temps, alhora que llegien i escrivien el correu.

## L'era BBS

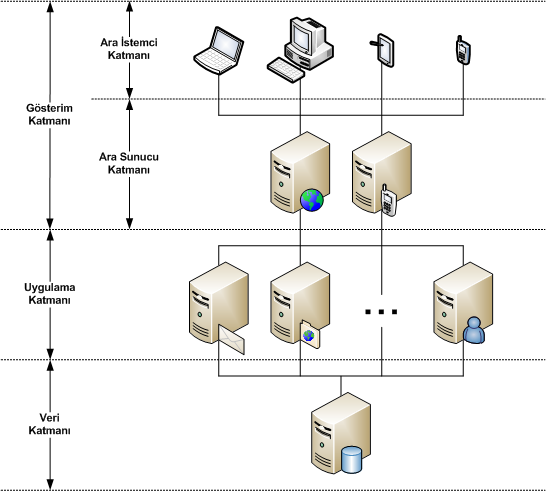
Arquitectura Groupware emprada per FirstClass

Després de canviar el nom del producte pel més genèric FirstClass, van començar a demostrar les primeres versions als entorns BBS-Mac de la zona de Toronto.
Un empleat d'Apple Canada, Mark Windrim, va crear un FirstClass BBS a Toronto anomenat MAGIC (el Macintosh Awareness Group al Canadà). Els usuaris locals de Mac van emprar el sistema i van establir comptes, convertint-lo ràpidament en l'entorn BBS-Mac més gran de la zona. Després d'haver començat amb una única línia telefònica i una petita base d'usuaris, MAGIC es va convertir en una entitat comercial anomenada "Magic", que finalment va arribar als 6.000 usuaris i tenia 48 línies telefòniques.
SoftArc va intentar aprofitar l'interès creixent oferint preus reduïts als operadors de BBS. Durant aquest temps, alguns sistemes FirstClass BBS van sorgir per milers d'usuaris, incloent la Boston Computer Society (BCS), que va ser el club informàtic més gran d'aquella època; la DigitalNation, amb seu a Virgínia, que esperava convertir-se en un competidor d'AOL; el Planet BMUG del Berkeley Macintosh Users Group; el BendNet BBS a Bend, Oregon ; i serveis de Virtual Valley operats pel grup Metro Newspapers de Silicon Valley. Un altre sistema notable va ser el Great Lakes Free-Net, catalogat com "la primera xarxa gràfica del món", amb seu a Battle Creek, Michigan.
Més tard, el programari FirstClass va incorporar una característica que permetia als llocs individuals de FirstClass compartir contingut de conferències i correu privat permetent l'enllaç entre els servidors. Originalment això es va aconseguir mitjançant connexions telefòniques, però finalment va permetre que els llocs s'enllacessin a través d'Internet mitjançant connexions a Internet. L'empleat d'Apple, Scott Converse, va formar la primera i probablement la més extensa xarxa de llocs basats en FirstClass del món, coneguda com OneNet.
El 1994, Internet s'estava convertint en una força important, deixant pràcticament obsolets la majoria dels sistemes BBS tant amb Mac com amb Windows, durant l'any següent.

## Correu electrònic corporatiu i col·laboració
A mitjans de la dècada de 1990, FirstClass havia evolucionat cap a un sistema de correu electrònic intern de mida petita a mitjana, però el seu BBS va continuar rebent millores. Es va introduir un client FirstClass per a Microsoft Windows, juntament amb un servidor basat en Windows NT.
A mitjans de la dècada de 1990, FirstClass va evolucionar per competir en el mercat de programes per a grups El producte va tenir èxit fins a cert punt, superant Microsoft Exchange en nombre d'usuaris instal·lats fins al 1997.
FirstClass va afegir una funcionalitat d'Internet i un mètode d'escript l'any 2000, però tant Lotus com Microsoft havien introduït aquestes funcions abans i FirstClass va perdre quota de mercat. El mercat de Mac va disminuir simultàniament a mitjans i finals de la dècada de 1990, erosionant la base de clients principal del producte. Fins i tot entre les organitzacions que es van plantejar utilitzar el sistema FirstClass, la manca d'un component de calendari-agenda robust durant aquest temps (fins a la versió 6 de FirstClass el 2001) va ser un defecte evident. No obstant això, FirstClass va ser reconegut com un destacat (encara que no el millor) venedor d' entorns col·laboratius integrats a tot el món per International Data Corporation el 2004.
Durant aquest període, FirstClass va afegir una solució de correu de veu integrada amb el servidor. La funció, coneguda generalment com a missatgeria unificada, permetia als usuaris rebre veu, fax i correu electrònic a la seva bústia de correu.
L'any 2007, amb el llançament de la versió 9, FirstClass va redissenyar la seva interfície i va introduir un servei d'arxiu automàtic basat en servidors i basat en polítiques amb finalitats de compliment legal i suport complet d'Unicode.
A finals de 2010, es va llançar la versió 11, amb clients per a mòbils: Apple iOS, Android i Blackberry disponibles durant el 2011. El suport de correu IMAP i RSS es va afegir a la versió 11.1 el 2012.

## Eines
FirstClass Application Services o "FCAS" (anteriorment anomenat "RAD" per "Rapid Application Development") permet als desenvolupadors de tercers crear eines i aplicacions per utilitzar-les amb FirstClass. L'idioma semblant al BASIC està documentat a l'ajuda en línia del client de FirstClass, a Customization Tools, FCAS, Language Reference..
Amb el llançament de FirstClass 12, FirstClass presenta una interfície de programació d'aplicacions (API) totalment compatible i documentada que permetrà als desenvolupadors web recuperar informació segura autenticada del seu sistema col·laboratiu FirstClass i mostrar-la al seu propi lloc web. API FirstClass

## Història de l'empresa
L'any 1999, l'empresa va acordar una adquisició inversa per part d'una empresa de Vancouver per cotitzar a la Borsa de Toronto com Centrinity. Al setembre de 2002 OpenText va comprar Centrinity, en un contracte de C $ 1.26 per acció o C $ 19 milions. OpenText estava desenvolupant un conjunt de productes de col·laboració en línia mitjançant una sèrie de fusions, i el bagatge educatiu de FirstClass semblava encaixar especialment bé amb algunes de les seves altres ofertes. En aquell moment, OpenText va declarar la seva intenció d'integrar FirstClass al motor de recollida d'informació d'Internet "LiveLink", però aquesta integració encara no s'ha produït i es rumoreja que no és pràctica a causa de l'arquitectura de LiveLink.
A partir del 31 de març de 2010, els fundadors originals del producte i l'empresa FirstClass (Steve Asbury, Jon Asbury i Scott Welch) i dos empleats de llarga trajectòria (John Myers i Barry Carter) ja no treballen per OpenText; l'únic motiu donat va ser una diferència d'opinions en la direcció futura del producte FirstClass i altres productes derivats. Des de llavors han desenvolupat Edsby, un producte que combina les xarxes socials i les eines de gestió de l'aula.
L'any següent, molts altres membres clau de l'equip passaran voluntàriament a nous reptes. Entre els que van marxar, hi havia els dissenyadors d'UX darrere del renaixement de FirstClass com a OpenText Social Media: un per Research In Motion, l'altre per iniciar la seva pròpia empresa. El juny i l'agost de 2011, hi va haver dues rondes més d'acomiadaments. Els empleats de molt temps Paul Whittemore, Desmond Ong i Julie Oke, juntament amb diversos altres, van demanar ser inclosos. Els alts directius Terry Whyte i Dave Wormald van marxar al llarg de l'estiu.
OpenText continua desenvolupant la suite de programari FirstClass que s'ha obert per admetre "aplicacions" externes.

## Quota de mercat
Com que les ofertes gratuïtes de Google Apps for Education i Office 365 for Education han esdevingut cada cop més populars i funcionals, sembla que el producte de pagament tradicional que ofereix FirstClass s'ha tornat més difícil de justificar en entorns educatius.
A la península ibèrica fou utilitzat a partir de 1993 pel portal Telepolis de l'empresa Servicom de Taradell-Cerdanyola, que va arribar a tenir 100.000 abonats en el seu moment àlgid, quan va ser comprat per Retevisión l'any 2000.

## Entorns concurrents
- CompuServe
- FidoNet
- Free-Net .
- Mindquest
- Edsby